# Drouges
Drouges (auf Gallo Drouj, auf Bretonisch Dougez) ist eine Gemeinde in der Bretagne in Frankreich. Sie gehört zum Département Ille-et-Vilaine, zum Arrondissement Redon und zum Kanton La Guerche-de-Bretagne. Sie grenzt im Nordwesten an Moussé, im Nordosten, im Osten und im Süden an Rannée und im Westen an Retiers.
Die Route nationale 178 führt über Drouges.

## Bevölkerungsentwicklung
| Jahr      | 1962 | 1968 | 1975 | 1982 | 1990 | 1999 | 2005 | 2017 |
| --------- | ---- | ---- | ---- | ---- | ---- | ---- | ---- | ---- |
| Einwohner | 600  | 564  | 488  | 450  | 397  | 419  | 445  | 519  |

## Sehenswürdigkeiten
- Herrenhaus (Manoir) de La Motte
- Kirche Saint-Pierre (siehe auch: Liste der Monuments historiques in Drouges)
- Kriegerdenkmal

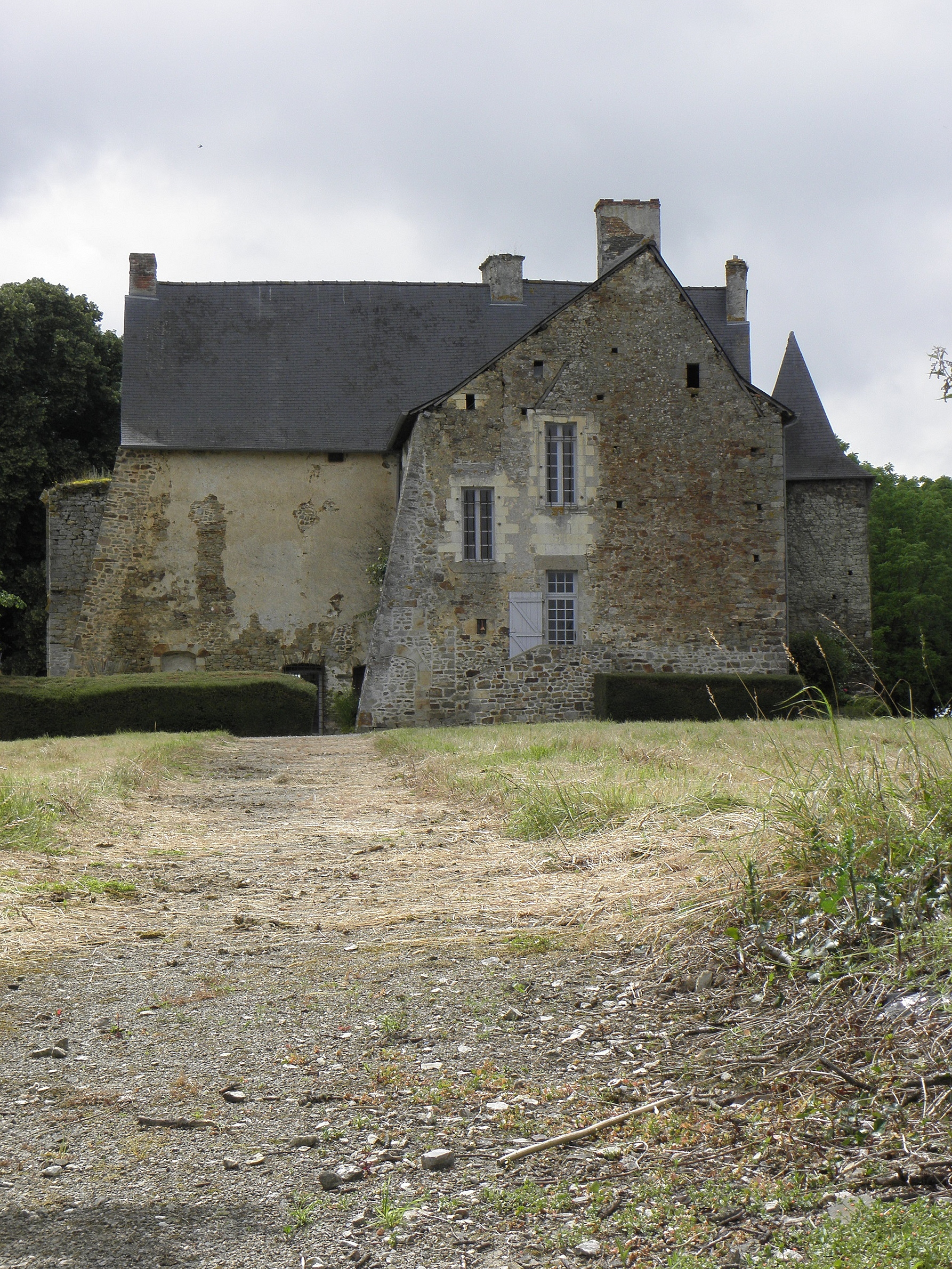
Manoir de La Motte
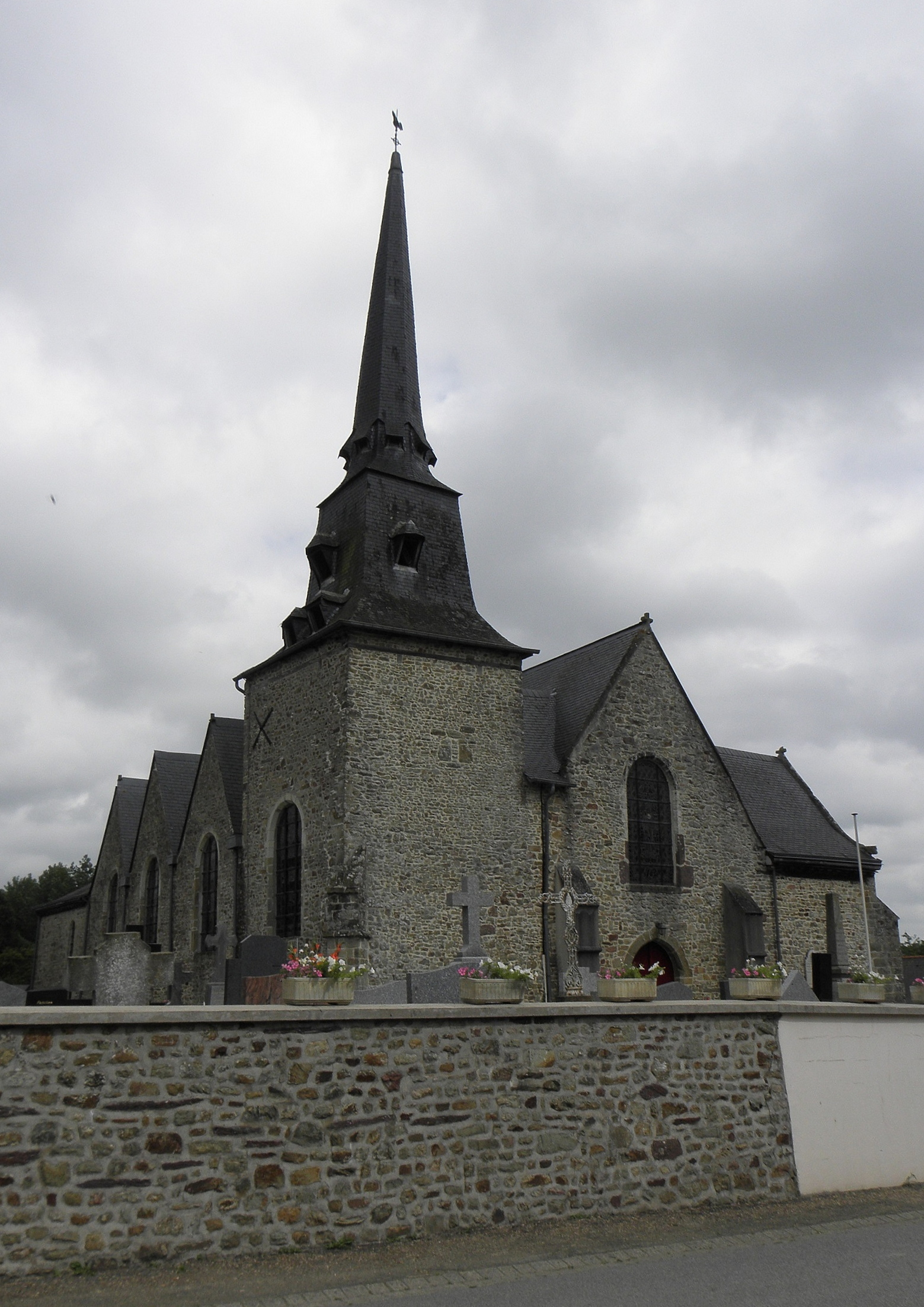
Kirche Saint-Pierre
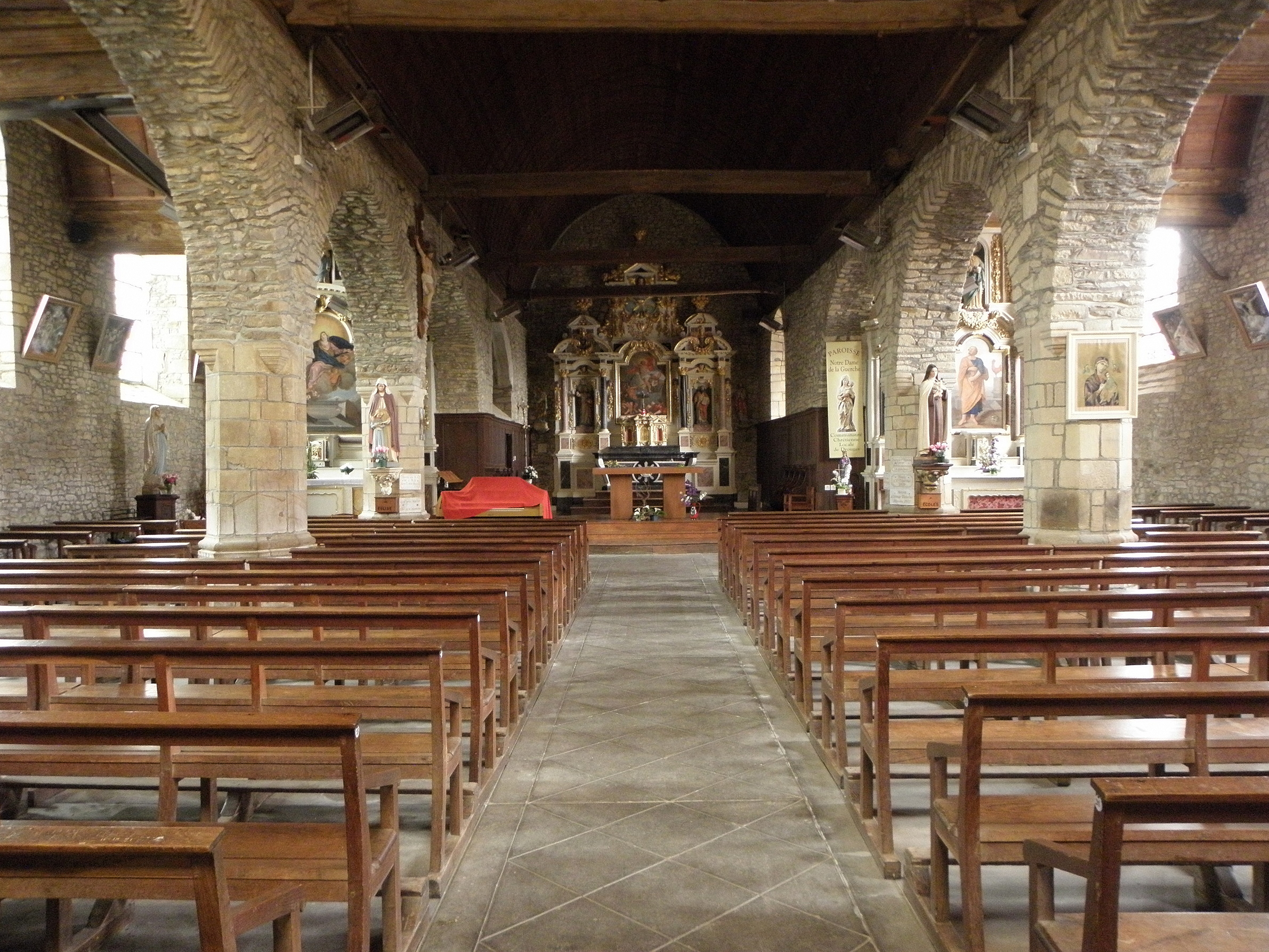
Innenansicht der Kirche Saint-Pierre
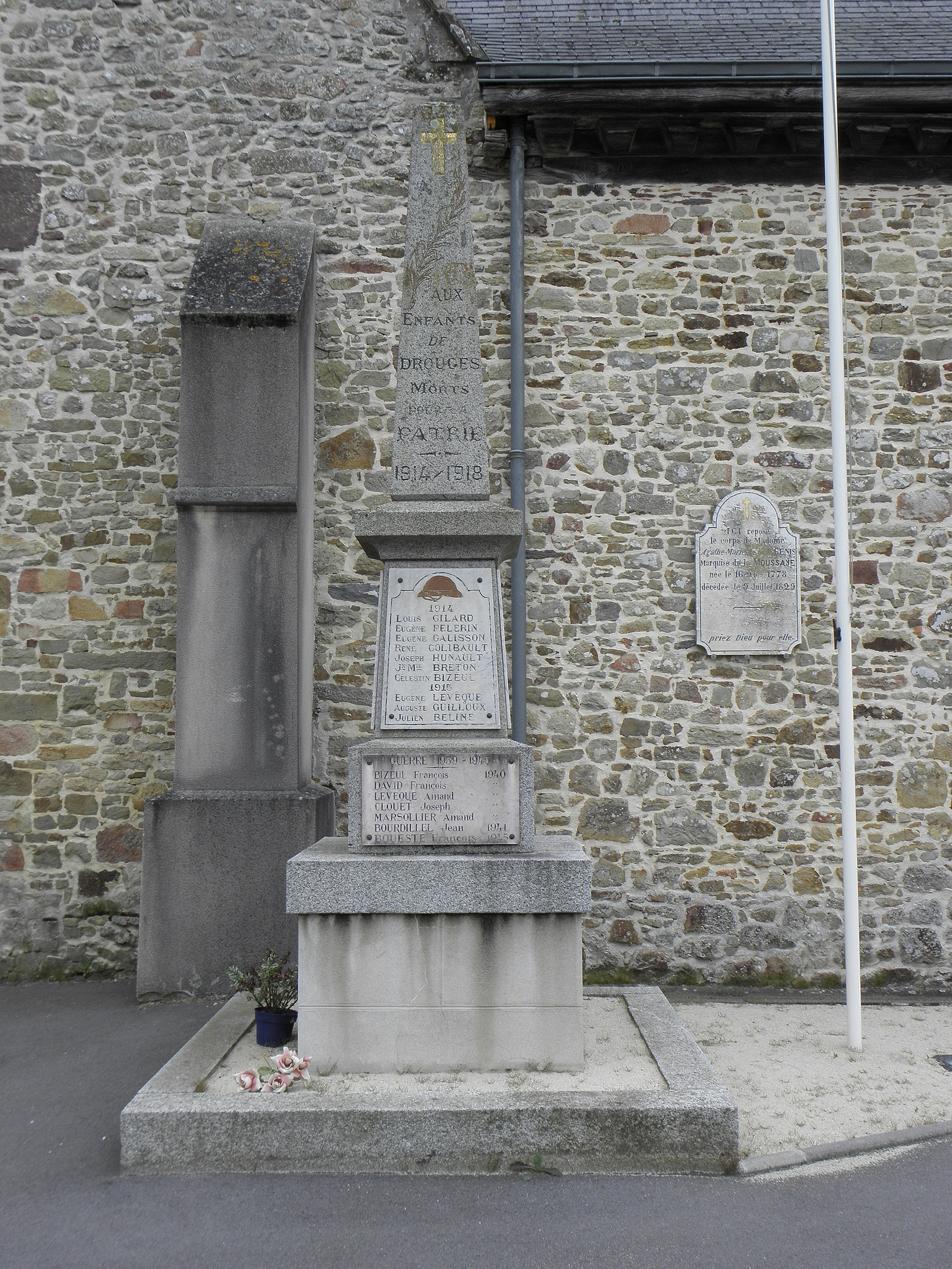
Kriegerdenkmal